# Liga Sfântă (1571)

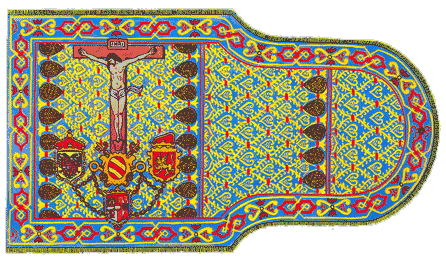
Stindardul Ligii Sfinte din 1571

Liga Sfântă, alianță încheiată la Roma pe 20 mai 1571 între papa Pius al V-lea, Spania, Veneția și Genova, a avut scopul de a înfrânge supremația otomanilor în Marea Mediterană și de a limita ambițiile expansioniste ale acestora. De asemenea, din această alianță au făcut parte ducatele Savoia, Florența, Parma și Urbino, precum și Malta.
Crearea Ligii Sfinte a fost punctul culminant al unui an de negocieri purtate de papa Pius al V-lea cu viitorii săi aliați în așteptarea războiului iminent ce urma să se declanșeze între Republica Veneția și Poarta Otomană pentru Cipru – posesiune venețiană dorită de otomani.

Statele italiene în 1494

Sfântul Imperiu Roman, Regatul Franței și Regatul Portugaliei nu au arătat interes pentru această alianță. Sfântul Imperiu Roman a preferat să mențină pacea separată încheiată cu Imperiul Otoman, Franța a favorizat alianța cu sultanul împotriva Spaniei, în timp ce Portugalia era ocupată cu propria campanie militară în Maroc. Portughezii nu au reușit să adune forțe militare suplimentare pentru o campanie în Marea Mediterană, implicați fiind în campaniile din Marea Roșie și Golful Persic împotriva otomanilor.
Flota Ligii Sfinte avusese inițial scopul de a duce trupe în „Ciprul venețian” care fusese cucerit de otomani sub conducerea lui Kara Mustafa în august 1571. Din diferite motive, dar nu în ultimul rând datorită divergenței opiniilor comandanților diferitelor armate, planurile nu au avut o finalitate. În loc de aceasta, deoarece puternica flotă otomană opera în Marea Ionică și Marea Tireniană, navele Ligii Sfinte s-au adunat într-un final la Messina și au navigat spre coasta de est a Mării Adriatice. Pe 7 octombrie 1571 a avut loc Bătălia navală de la Lepanto, la sud de mica insulă grecească Oxia. Flota ligii, sub comanda lui Ioan de Austria, fratele vitreg al regelui Filip al II-lea al Spaniei, a învins flota otomană condusă de Ali Pașa.
Liga a fost dizolvată după ce Veneția a încheiat o pace separată cu Constantinopolul în 1573 prin care a admis oficial pierderea Ciprului.